# Церковь Святого Николая (Штральзунд)
Церковь святого Николая — лютеранская приходская церковь в Штральзунде (земля Мекленбург-Передняя Померания). Самая древняя и вторая по величине церковь ганзейского города, жемчужина кирпичной готики балтийского побережья Германии.
Церковь, посвящённая святому Николаю Мирликийскому, покровителю моряков, возводилась рядом со Старым рынком Штральзунда с 1270 по 1360 год. Она задумана как своеобразная полемика со знаменитой церковью святой Марии в Любеке, основанной в 1250 году. Штральзунд и Любек издавна соперничали за господство на Балтике. В 1249 году Штральзунд потерпел поражение, и церковь святого Николая была призвана компенсировать моральный ущерб, затмив главную церковь Любека красотой и величием. Первое упоминание о церкви святого Николая в Штральзунде относятся к 1276 году.
Долгое время церковь святого Николая, соединённая галереей с ратушей, считалась главной церковью Штральзунда. Здесь проходили не только богослужения, но и заседания Городского Совета, приём иностранных посольств. Здесь же Городской Совет объявлял свои решения и нормативные акты.
Церковь святого Николая имеет форму трёхнефной шестипролётной колонной базилики с галерейными хорами, окружённой венцом капелл. Общая длина церкви — 87 метров, ширина центрального нефа составляет 29 метров. Двухбашенный фасад церкви, декорированный стрельчатыми нишами, обращён на запад. Башни церкви закончены в начале XIV века и были первоначально равной высоты. Однако в пожаре 1662 года готические деревянные навершия обеих башен были уничтожены. В 1667 году южная башня обзавелась новым куполом в стиле барокко, высота её стала 103 метра; северная же башня до сих пор довольствуется только временной крышей.

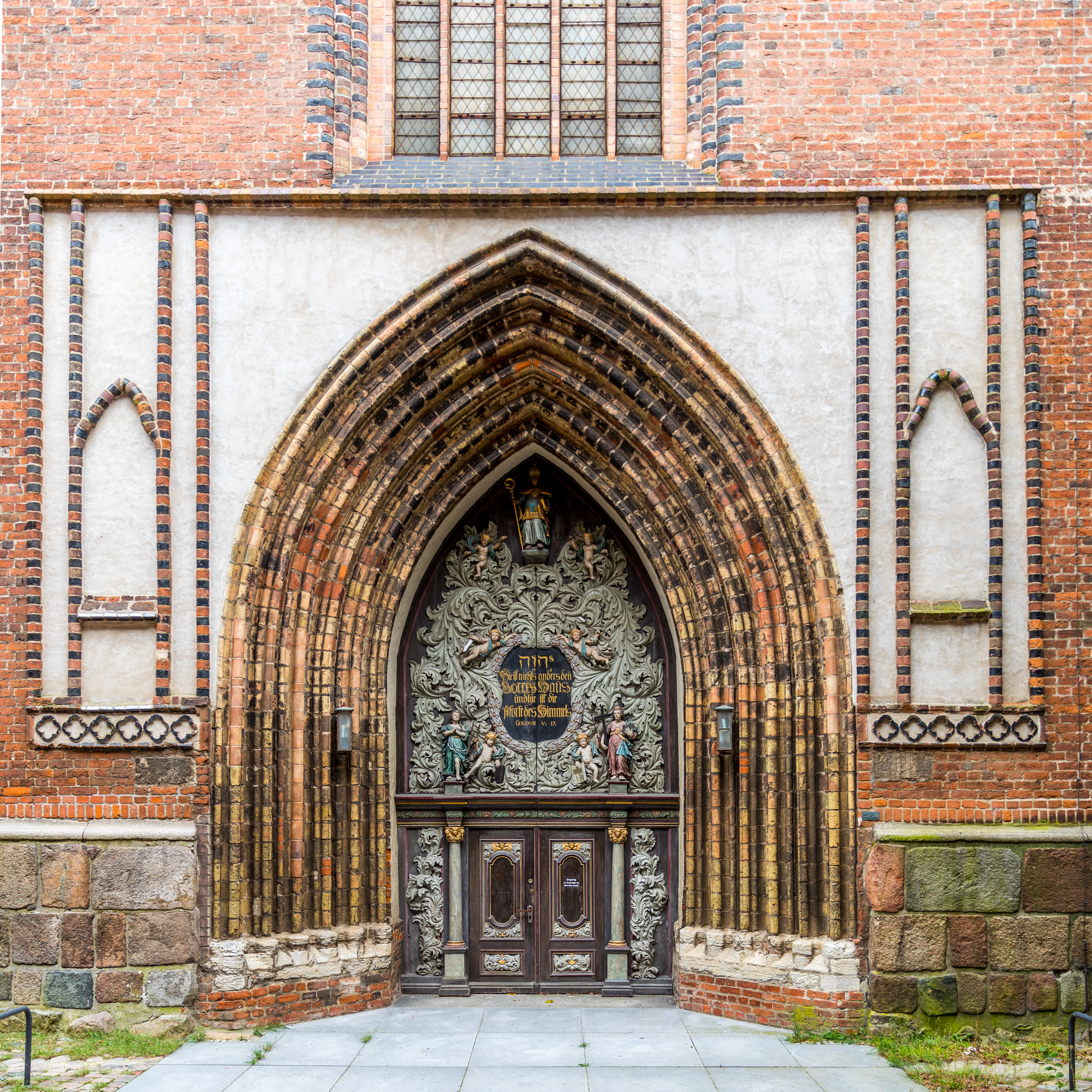

В Северной Германии почти нет природного камня. Поэтому традиционным для этого региона является красный обожжённый кирпич. Кирпич сложнее для строительства, его использование накладывает целый ряд ограничений на архитектуру возводимых строений. Хрупкие и изящные элементы из кирпича не построишь, строения производят впечатление тяжеловесных и основательных. Для выкладки криволинейных форм, орнаментов, деталей декора приходится использовать так называемый лекальный кирпич, изготавливаемый в специальных формах. В конструкции церкви святого Николая использовано 65 различных видов кирпича.

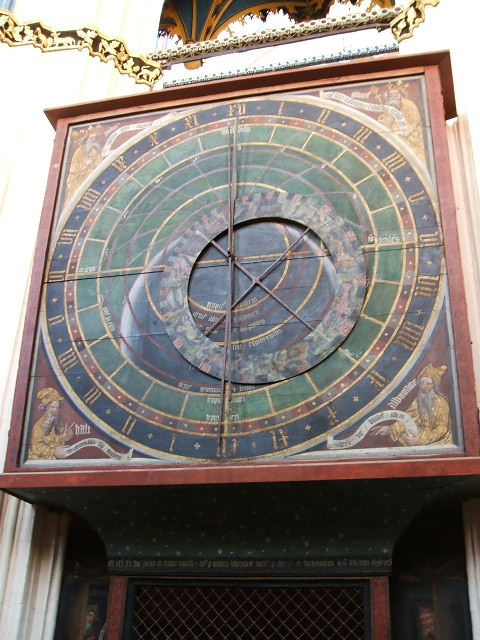

Интерьер церкви святого Николая привлекает готической росписью XIV—XV веков, подчёркивающей крестовый ребристый свод и высокие стрельчатые арки. Церковь известна деревянным алтарём высотой 12 метров с более чем сотней резных фигур и астромическими часами, изготовленными в 1394 году Николаусом Лиллиенфельдом. Они являются старейшими в Балтийском регионе, а также одними из старейших в мире, полностью сохранивших аутентичные зубчатые колёса. Часы и сейчас на ходу, но в целях сохранения оригинальных деталей они остановлены. Также интересна ренессансная церковная кафедра и три органа, самый древний из которых восходит к 1599 году.

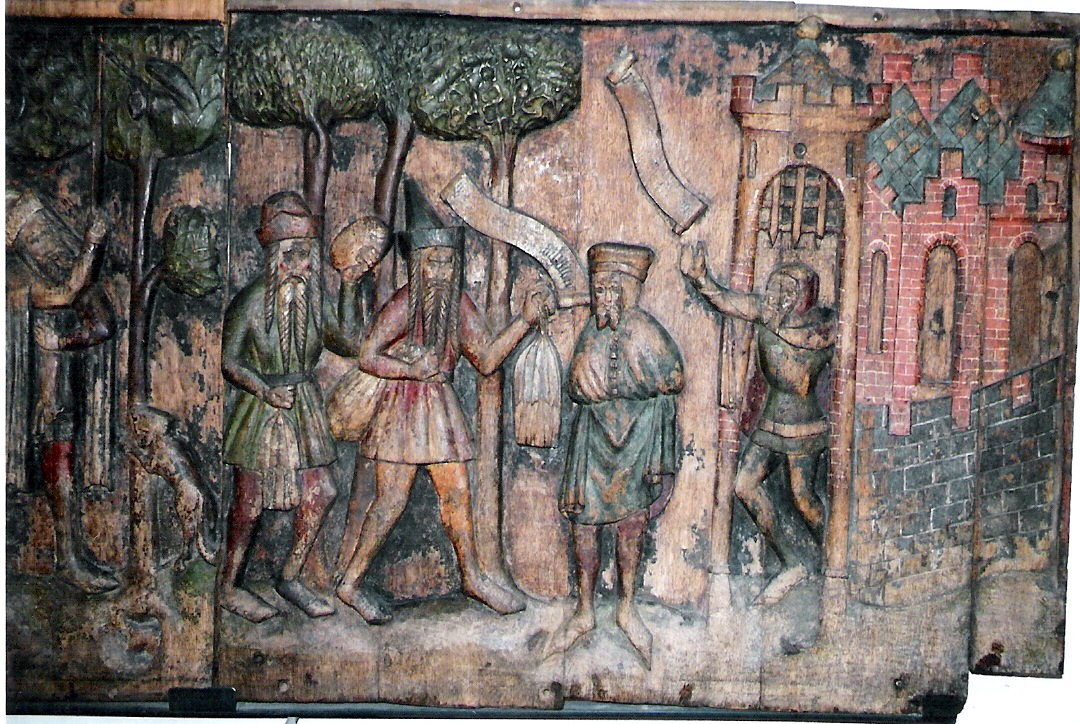
Новгородцы предлагают свой товар (меха белки) приказчику подворья Святого Петра в Риге. Резная панель.

Один из уникальных предметов в интерьере церкви — так называемая рижская скамья. Заднюю стенку скамьи составляют четыре резных рельефных дубовых панели, датируемые 1360-ми годами. Скамья была пожертвована церкви товариществом штральзундских купцов, торговавших с Ригой, и первоначально находилась в южном нефе церкви. Она служила не только для молитв, но была местом встреч и переговоров. 
Рельефы на панелях весьма детальны, они рассказывают о добыче русских экспортных товаров и о торговле новгородцев с ганзейскими купцами. На трёх панелях изображены древние новгородцы, занимающиеся охотой на белок и бортничеством в лесах. На четвёртой панели изображён торг новгородцев с приказчиком подворья святого Петра в Риге (силуэт города Риги узнаваем на скамье).